# Буря (ракета)
Буря (Изделие «350», В-350, Ла-350, Ла-Х) — первая в мире сверхзвуковая двухступенчатая межконтинентальная крылатая ракета наземного базирования. Разработана в середине 1950-х годов в СССР в ОКБ-301 под руководством С. А. Лавочкина.

## История создания[1]
В 1954 года Совмином СССР было принято решение о создании беспилотных межконтинентальных средств доставки ядерных зарядов с дальностью не менее 8 000 км. Этим решением предусматривалось проведение научно-исследовательских и проектно-конструкторских работ параллельно по двум конкурирующим направлениям: межконтинентальные баллистические ракеты (МБР) и межконтинентальные крылатые ракеты (МКР).
Работы по первому направлению были поручены ОКБ-1 под руководством С. П. Королёва.
Ракета «Буря» явилась реализацией второго направления, исполнителем которого назначили ОКБ-301 (ныне «НПО им. С. А. Лавочкина»), а главным конструктором — Н. С. Чернякова.
Двигательная установка (ЖРД) первой ступени разрабатывалась в ОКБ-2 под руководством главного конструктора А. М. Исаева.
Прямоточный воздушно-реактивный двигатель маршевой ступени был сконструирован в ОКБ-670 под руководством М. М. Бондарюка.
Конструкция ракеты была рассчитана для полётов на межконтинентальные дальности (до 8000 км), на высотах до 25 км, с маршевой скоростью 3,2—3,3 маха, с выполнением противозенитных манёвров в заданные моменты времени. Стартовая масса ракеты 95 т, масса маршевой ступени 33 т, масса полезной нагрузки (боевой части) — 2,35 т.
Эскизный проект был подготовлен в августе 1954 года. Лётно-конструкторские испытания первого опытного экземпляра начались в июле 1957 года на полигоне Капустин Яр. Первый запуск с полигона «Владимировка» в Астраханской области был аварийным.
Параллельно с опытным экземпляром на заводе № 1 в Куйбышеве в 1958 году была выпущена первая серия для летных испытаний (19 ракет).
Первый удачный полёт состоялся 22 мая 1958 года (пятый пуск ракеты). Позже производились также испытательные полёты с полигона Владимировка в Астраханской области. Последний (18-й) пуск, при котором ракета пролетела 6500 км, состоялся 16 декабря 1960 года на полигоне Капустин Яр.
ПВРД работал нормально, но расход топлива значительно превосходил расчётный.
Реально полученное КВО — 4—7 км.
Между тем, ещё в 1957 году успешно прошла государственные испытания МБР Р-7, разработанная в ОКБ-1 под руководством С. П. Королёва. Это ставило под сомнение целесообразность продолжения работ по «Буре», которая по тактико-техническим данным уступала Р-7: боеголовки МБР были неуязвимы для систем ПВО того времени, тогда как крылатая ракета могла быть перехвачена этими системами. В 1960 году было принято решение о прекращении работ по МКР «Буря».

По поводу этого решения группа главных конструкторов обратилась с письмом к Хрущёву с просьбой разрешить продолжение работ. Эту просьбу поддержали научный руководитель тем «Буря» и «Буран» академик Келдыш и министр обороны Малиновский. Хрущёв заявил что эта работа бесполезна и поручил секретарю ЦК КПСС Фролу Козлову — второму после себя лицу в партийной иерархии — собрать всех заинтересованных и разъяснить ошибочность их позиции.
На этом совещании заместитель Лавочкина Черняков попытался доложить о результатах пусков. Козлов его перебил: «Ну что вы хвастаете, что достигли скорости 3700 километров в час. У нас ракеты теперь имеют скорость больше 20 000 километров в час». Черняков понял, что технические аргументы бесполезны. Когда появился Малиновский, Козлов в резкой форме сделал ему замечание, почему он поддержал просьбу о продолжении работ: «Ведь Никита Сергеевич сказал, что это бесполезно». Министр обороны не нашёл ничего лучшего для защиты, кроме фразы: «Это меня конструктора попутали».
Вот на таком высоком правительственном и низком научном и военно-техническом уровне решалась судьба межконтинентальных крылатых ракет.
— Б. Е. Черток, «Ракеты и люди»
При разработке ракеты «Буря» впервые в СССР был освоен ряд технических и технологических новаций:
- сверхзвуковой прямоточный воздушно-реактивный двигатель (СПВРД);
- автоматическая астронавигационная система управления полётом;
- механическая обработка и сварка титановых сплавов.

## Краткое техническое описание
Компоновка — двухступенчатая ракета с продольным разделением ступеней. 

Первая ступень (ускоритель) — 2 ракетных блока с ЖРД. 

Вторая (маршевая) ступень — крылатая ракета с прямоточным воздушно-реактивным двигателем.
По программе полёта ракета на двигателях первой ступени стартует с пусковой установки вертикально, постепенно переходит в горизонтальный полёт, и на высоте 17 500 м разгоняется до скорости М ≈ 3, когда включается двигатель маршевой ступени, и происходит разделение ступеней. Далее крылатая ракета идёт к цели на высоте 17÷18 км по командам астронавигационной системы управления, при подходе к цели набирает высоту 25 км (противозенитный манёвр) и пикирует на цель. Полёт на максимальную дальность вместе с подъёмом и разгоном длится около 2,5 часов.
| Характеристика                | Первая ступень                                | Маршевая ступень |
| ----------------------------- | --------------------------------------------- | ---------------- |
| Длина ступени, м              | 18,9                                          | 18               |
| Диаметр корпуса, м            | 1,60                                          | 2,20             |
| Размах крыла, м               |                                               | 7,746            |
| Площадь крыла, м²             |                                               | 60               |
| Взлётная масса, кг            | 2 × 27 000                                    | 40 860           |
| Сухая масса, кг               | 2 × 4000                                      | 13 000           |
| Двигатель                     | 2 четырёхкамерных ЖРД С2.1150                 | ПВРД РД-012У     |
| Тяга двигателя, кгс           | 2 × 68 400                                    | 7650             |
| Компоненты топлива            | окислитель — азотная кислота, горючее — амины | керосин          |
| Крейсерская скорость, число М |                                               | 3,1 ÷ 3,3        |
| Высота полёта, м              |                                               | 17 000 ÷ 25 000  |
| Расчётная дальность, км       |                                               | 8500             |

Датчики астронавигационной системы управления находились в верхнем коке из жаропрочного кварцевого стекла.

Боевую часть предполагалось разместить в центральном теле входного устройства ПВРД маршевой ступени.